# Liste der Monuments historiques in Châteauvillain
Die Liste der Monuments historiques in Châteauvillain führt die Monuments historiques in der französischen Gemeinde Châteauvillain auf.

## Liste der Immobilien
| Bezeichnung                       | Beschreibung                                                               | Standort                                         | Kennzeichnung | Schutzstatus   | Datum | Bild           |
| --------------------------------- | -------------------------------------------------------------------------- | ------------------------------------------------ | ------------- | -------------- | ----- | -------------- |
| Hôtel de Ville                    | 1780 erbaut, im Kern älter                                                 | Châteauvillain, 1 rue Lasnet (Lage)              | PA00079004    | Inscrit        | 1938  | weitere Bilder |
| Maison de la Prévôté              | 1645 fertiggestellt; mit Garten und Teilen der Ausstattung                 | Châteauvillain, 17 rue du Duc-de-Vitry (Lage)    | PA52000020    | Inscrit        | 2003  |                |
| Taubenturm des Schlosses          | 1644 erbaut                                                                | Châteauvillain, 3 rue Sœur-Hélène (Lage)         | PA52000040    | Inscrit        | 2019  |                |
| Chapelle de la Trinité            | bezeichnet 1604                                                            | Châteauvillain, rue de Bar-sur-Aube (Lage)       | PA00079001    | Inscrit        | 1974  |                |
| Château de Châteauvillain         | im Kern aus dem 12. Jahrhundert, 1627 erneuert, 1835 teilweise abgebrochen | Châteauvillain, rue du Parc et du 24 Août (Lage) | PA00079002    | Inscrit        | 1983  |                |
| Kirche Notre-Dame-de-l’Assomption | von 1770 bis 1784 erbaut, 1874 umgestaltet                                 | Châteauvillain, rue Notre-Dame (Lage)            | PA00079003    | Classé Inscrit | 1972  | weitere Bilder |

## Liste der Objekte
| Bezeichnung                                       | Beschreibung                                                    | Standort                                                        | Kennzeichnung | Schutzstatus   | Datum     | Bild           |
| ------------------------------------------------- | --------------------------------------------------------------- | --------------------------------------------------------------- | ------------- | -------------- | --------- | -------------- |
| Lesepult                                          | Marmor, 1784                                                    | Châteauvillain, in der Kirche Notre-Dame-de-l’Assomption (Lage) | PM52000255    | Classé         | 1969      |                |
| Skulptur Salvator Mundi                           | Stein, farbig gefasst, 18. Jahrhundert                          | Châteauvillain, in der Kirche Notre-Dame-de-l’Assomption (Lage) | PM52000259    | Classé         | 1970      |                |
| Skulptur eines Märtyrers                          | Holz, vergoldet, um 1800                                        | Châteauvillain, in der Kirche Notre-Dame-de-l’Assomption (Lage) | PM52000266    | Classé         | 1970      |                |
| Orgel                                             | Ensemble aus PM52000275 und PM52000276                          | Châteauvillain, in der Kirche Notre-Dame-de-l’Assomption (Lage) | PM52001489    | Classé         | 1972 1979 |                |
| Orgelprospekt                                     | um 1786                                                         | Châteauvillain, in der Kirche Notre-Dame-de-l’Assomption (Lage) | PM52000275    | Classé         | 1972      |                |
| Instrumentalteil der Orgel                        | 1877 von Aristide Cavaillé-Coll gebaut                          | Châteauvillain, in der Kirche Notre-Dame-de-l’Assomption (Lage) | PM52000276    | Classé         | 1979      |                |
| Grabstein für Nicolas de l’Hôpital                | Marmor, bezeichnet 1645                                         | Châteauvillain, auf dem Friedhof (Lage)                         | PM52000277    | Classé         | 1980      |                |
| Skulptur Heiliger Eligius                         | aus dem 16. Jahrhundert                                         | Châteauvillain, im Tour de l’Auditoire (Lage)                   | PM52001983    | Inscrit        | 2013      |                |
| Gemälde Heilige Ursula                            | Ölfarbe auf Leinwand, erste Hälfte des 17. Jahrhunderts         | Châteauvillain, im ehemaligen Hospiz (Lage)                     | PM52000252    | Classé         | 1965      |                |
| Vier Leuchter                                     | Metall, versilbert, Anfang des 19. Jahrhunderts                 | Châteauvillain, in der Kirche Notre-Dame-de-l’Assomption (Lage) | PM52000258    | Classé         | 1970      |                |
| Weihnachtskrippe                                  | Holz, farbig gefasst, 17. Jahrhundert                           | Châteauvillain, in der Kirche Notre-Dame-de-l’Assomption (Lage) | PM52000262    | Classé         | 1970      |                |
| Skulptur Heiliger Laurentius                      | Holz, vergoldet, 18. Jahrhundert                                | Châteauvillain, in der Kirche Notre-Dame-de-l’Assomption (Lage) | PM52000265    | Classé         | 1970      |                |
| Skulptur Heiliger Vinzenz                         | Holz, farbig gefasst, 1743 oder 1749                            | Châteauvillain, in der Kirche Notre-Dame-de-l’Assomption (Lage) | PM52000268    | Classé         | 1970      |                |
| Statuereliquiar Madonna mit Kind                  | Holz, vergoldet, 18. Jahrhundert                                | Châteauvillain, in der Kirche Notre-Dame-de-l’Assomption (Lage) | PM52000271    | Classé         | 1970      |                |
| Relief Mariä Himmelfahrt und Dreifaltigkeit       | aus dem 16. Jahrhundert                                         | Châteauvillain, in der Chapelle de la Trinité (Lage)            | PM52001980    | Inscrit        | 2013      |                |
| Skulptur Heiliger Martin (1)                      | aus dem 17. Jahrhundert                                         | Châteauvillain, im Tour de l’Auditoire (Lage)                   | PM52001982    | Inscrit        | 2013      |                |
| Gemälde Mystische Hochzeit der heiligen Katharina | Ölfarbe auf Leinwand, 17. Jahrhundert                           | Châteauvillain, in der Kirche Notre-Dame-de-l’Assomption (Lage) | PM52000261    | Classé         | 1970      |                |
| Chorgestühl                                       | Holz, Ende des 18. Jahrhunderts                                 | Châteauvillain, in der Kirche Notre-Dame-de-l’Assomption (Lage) | PM52000269    | Classé         | 1970      |                |
| Skulptur Madonna mit Kind (1)                     | Stein, farbig gefasst, 18. Jahrhundert                          | Châteauvillain, in der Kirche Notre-Dame-de-l’Assomption (Lage) | PM52000270    | Classé         | 1970      |                |
| Bank der Kirchenvorsteher                         | Holz, 18. Jahrhundert; mit Gemälde                              | Châteauvillain, in der Kirche Notre-Dame-de-l’Assomption (Lage) | PM52000273    | Classé         | 1971      |                |
| Schreibtisch                                      | Holz, 18. Jahrhundert                                           | Châteauvillain, im Hôtel de Ville (Lage)                        | PM52000278    | Classé         | 1972      |                |
| Skulptur Madonna mit Kind (2)                     | Marmor, Ende des 18. Jahrhunderts                               | Châteauvillain, in der Kirche Notre-Dame-de-l’Assomption (Lage) | PM52001711    | Inscrit        | 1974      |                |
| Gemälde Madonna mit Kind und Johannes der Täufer  | aus dem 17. Jahrhundert                                         | Châteauvillain, in der Kirche Notre-Dame-de-l’Assomption (Lage) | PM52001976    | Inscrit        | 2013      |                |
| Gemälde Mariä Himmelfahrt                         | aus dem 18. Jahrhundert                                         | Châteauvillain, in der Kirche Notre-Dame-de-l’Assomption (Lage) | PM52001978    | Inscrit        | 2013      |                |
| Skulptur Madonna mit Kind (3)                     | aus dem 17. Jahrhundert                                         | Châteauvillain, im Tour de l’Auditoire (Lage)                   | PM52001984    | Inscrit        | 2013      |                |
| Hauptaltar (1)                                    | Altartisch; Marmor, um 1783/84                                  | Châteauvillain, in der Kirche Notre-Dame-de-l’Assomption (Lage) | PM52000254    | Classé         | 1969      |                |
| Zelebrantenstuhl                                  | Holz, Ende des 18. Jahrhunderts                                 | Châteauvillain, in der Kirche Notre-Dame-de-l’Assomption (Lage) | PM52000260    | Classé         | 1970      |                |
| Skulptur Heiliger Bartholomäus                    | Holz, vergoldet, 18. Jahrhundert                                | Châteauvillain, in der Kirche Notre-Dame-de-l’Assomption (Lage) | PM52000264    | Classé         | 1970      |                |
| Prozessionsstab Heiliger Rochus                   | Holz, farbig gefasst und vergoldet, Anfang des 19. Jahrhunderts | Châteauvillain, in der Kirche Notre-Dame-de-l’Assomption (Lage) | PM52000267    | Classé         | 1970      |                |
| Kruzifix (1)                                      | aus dem 17. Jahrhundert                                         | Châteauvillain, in der Kirche Notre-Dame-de-l’Assomption (Lage) | PM52001975    | Inscrit        | 2013      |                |
| Gemälde Johannes Evangelist                       | aus dem 18. Jahrhundert                                         | Châteauvillain, in der Kirche Notre-Dame-de-l’Assomption (Lage) | PM52001977    | Inscrit        | 2013      |                |
| Relief Mariä Himmelfahrt                          | aus dem 18. Jahrhundert                                         | Montribourg, in der Kirche Notre-Dame-en-son-Assomption (Lage)  | PM52001990    | Inscrit        | 2013      |                |
| Tabernakel und Altaraufbau des Hauptaltars        | Marmor, um 1783/84                                              | Châteauvillain, in der Kirche Notre-Dame-de-l’Assomption (Lage) | PM52000253    | Classé         | 1969      |                |
| Kandelaber                                        | Metall, versilbert, 18. Jahrhundert                             | Châteauvillain, in der Kirche Notre-Dame-de-l’Assomption (Lage) | PM52000256    | Classé         | 1970      |                |
| Zwei Kandelaber                                   | Kupfer, versilbert, 18. Jahrhundert                             | Châteauvillain, in der Kirche Notre-Dame-de-l’Assomption (Lage) | PM52000257    | Classé         | 1970      |                |
| Statuenreliquiar Heiliger Abt                     | Holz, vergoldet, 18. Jahrhundert                                | Châteauvillain, in der Kirche Notre-Dame-de-l’Assomption (Lage) | PM52000263    | Classé         | 1970      |                |
| Kruzifix (2)                                      | Holz, farbig gefasst, 17. Jahrhundert                           | Châteauvillain, in der Kirche Notre-Dame-de-l’Assomption (Lage) | PM52000272    | Classé         | 1970      |                |
| Kanzel                                            | Holz, 18. Jahrhundert                                           | Châteauvillain, in der Kirche Notre-Dame-de-l’Assomption (Lage) | PM52000274    | Classé         | 1971      | weitere Bilder |
| Carteluhr                                         | vom Anfang des 18. Jahrhunderts                                 | Châteauvillain, im Hôtel de Ville (Lage)                        | PM52000279    | Classé Inscrit | 1972      |                |
| Zwei Reliquienbüsten                              | aus dem 18. Jahrhundert                                         | Châteauvillain, in der Kirche Notre-Dame-de-l’Assomption (Lage) | PM52001974    | Inscrit        | 2013      |                |
| Zwei Büsten von Heiligen                          | bezeichnet 1879                                                 | Châteauvillain, in der Chapelle de la Trinité (Lage)            | PM52001979    | Inscrit        | 2013      |                |
| Relief Pietà                                      | aus dem 17. Jahrhundert                                         | Châteauvillain, in der Chapelle de la Trinité (Lage)            | PM52001981    | Inscrit        | 2013      |                |
| Hauptaltar (2)                                    | Holz, 18. Jahrhundert                                           | Montribourg, in der Kirche Notre-Dame-en-son-Assomption (Lage)  | PM52001989    | Inscrit        | 2013      |                |
| Hauptaltar (3)                                    | aus dem 18. Jahrhundert                                         | Créancey, in der Kirche Notre-Dame-de-la-Nativité (Lage)        | PM52001985    | Inscrit        | 2013      |                |
| Gemälde Geburt Christi                            | aus dem 17. Jahrhundert                                         | Créancey, in der Kirche Notre-Dame-de-la-Nativité (Lage)        | PM52001986    | Inscrit        | 2013      |                |
| Skulptur Heiliger Martin (2)                      | aus dem 18. Jahrhundert                                         | Marmesse, in der Kirche St-Martin (Lage)                        | PM52001987    | Inscrit        | 2013      |                |
| Skulptur Maria Immaculata                         | bezeichnet 1859                                                 | Marmesse, in der Kirche St-Martin (Lage)                        | PM52001988    | Inscrit        | 2013      |                |